# Tractor pentru intervenții la incendii

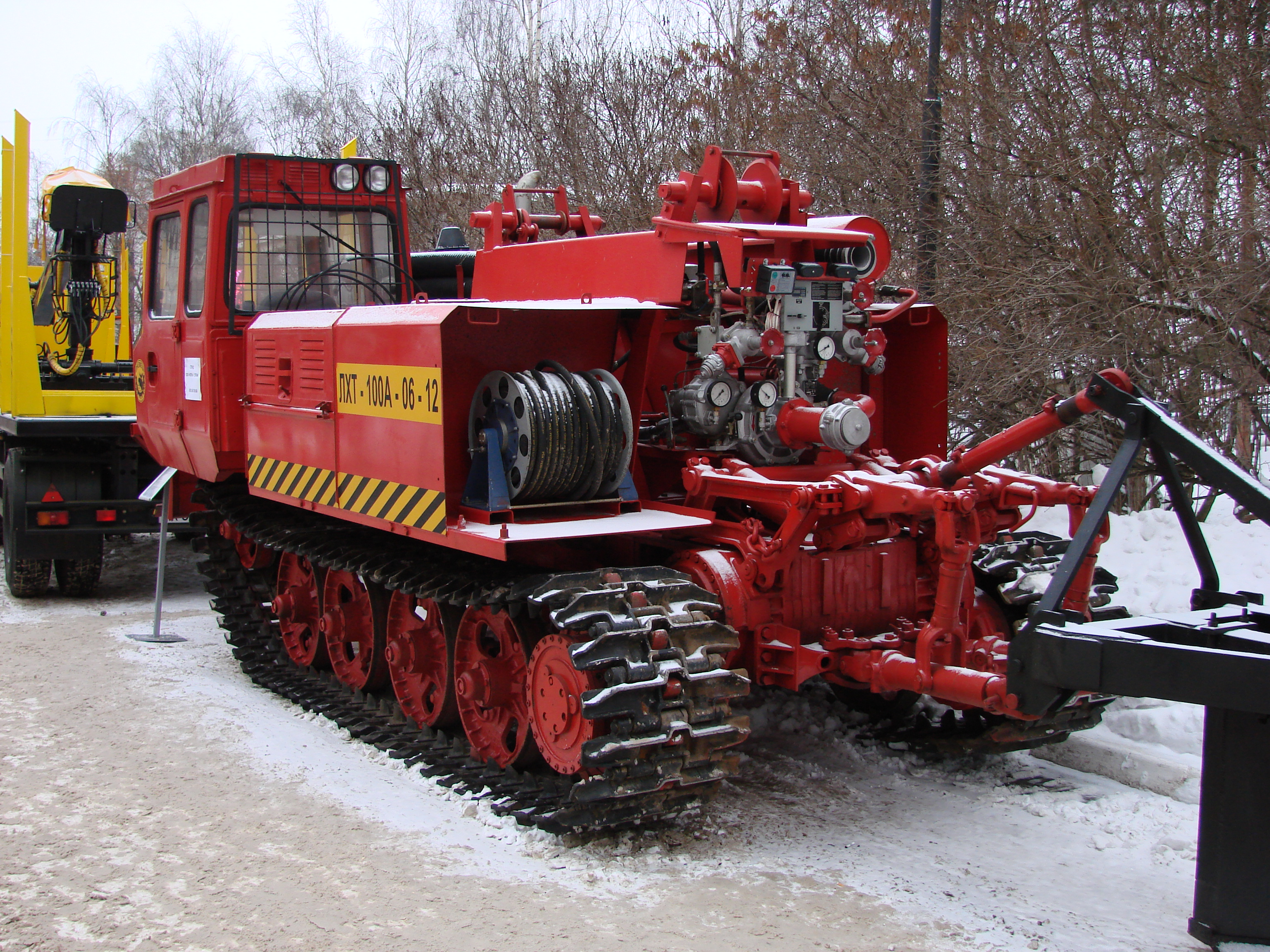
Tractor rusesc pentru intervenții la incendii «LHT-100А»

Tractorul pentru intervenții la incendii este un tip de tractor dotat cu utilaje speciale pentru intervenții de stingere a incendiilor. Acest tip de tractoare este folosit cel mai des pentru localizarea și stingerea incendiilor de vegetație (de pădure, de câmpie). Zona cuprinsă de flăcări este izolată de restul teritoriului prin ararea solului pentru a nu se răpândi focul. În acest scop tractorul este dotat cu un plug special și cu o lamă de buldozer. Unele tractoare sunt dotate suplimentar și cu motopompe și cisterne remorcate pentru transportarea apei la locul incendiului.

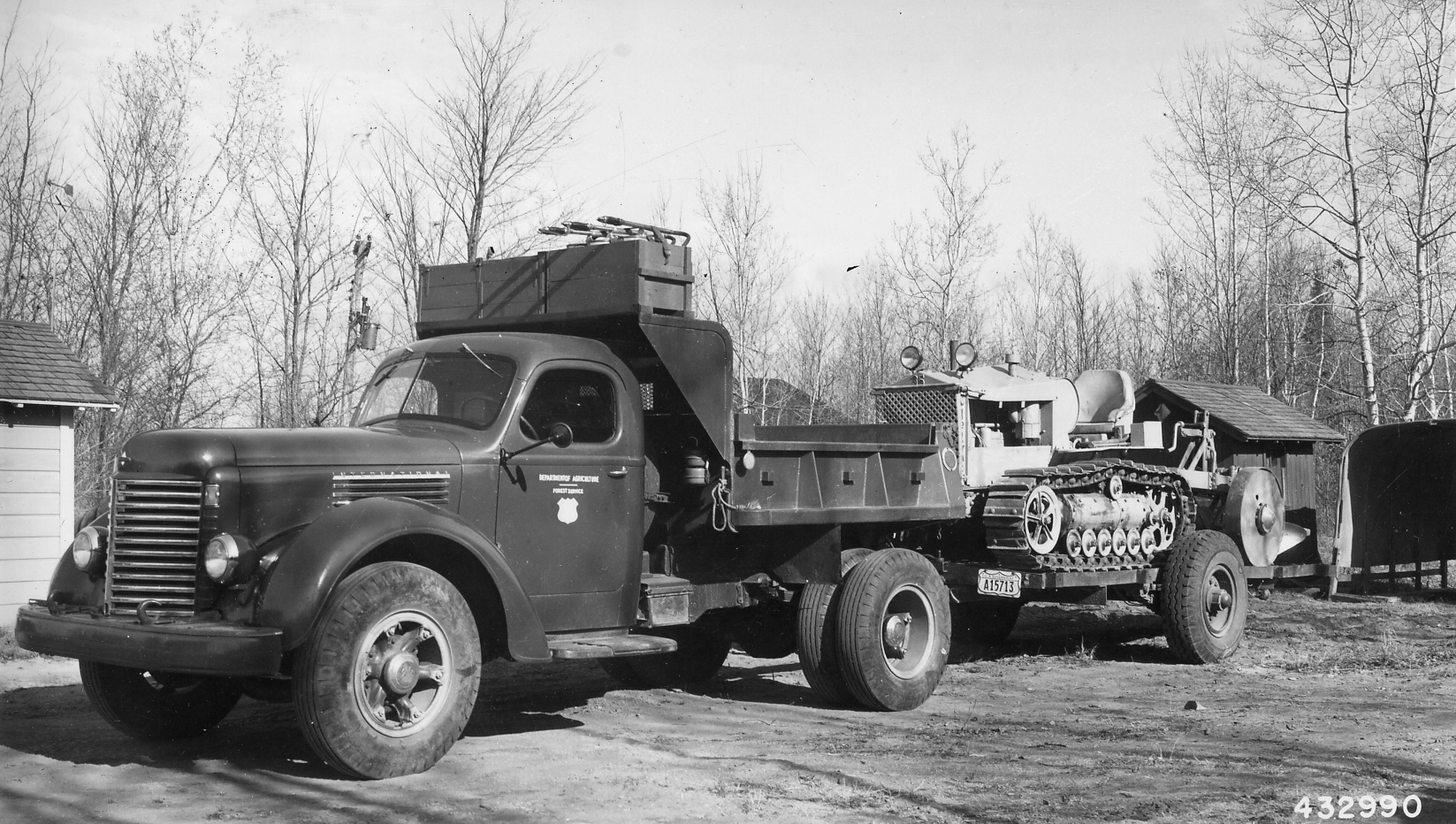
Transportarea unui tractor pentru intervenții la incendii pe remorca unui camion
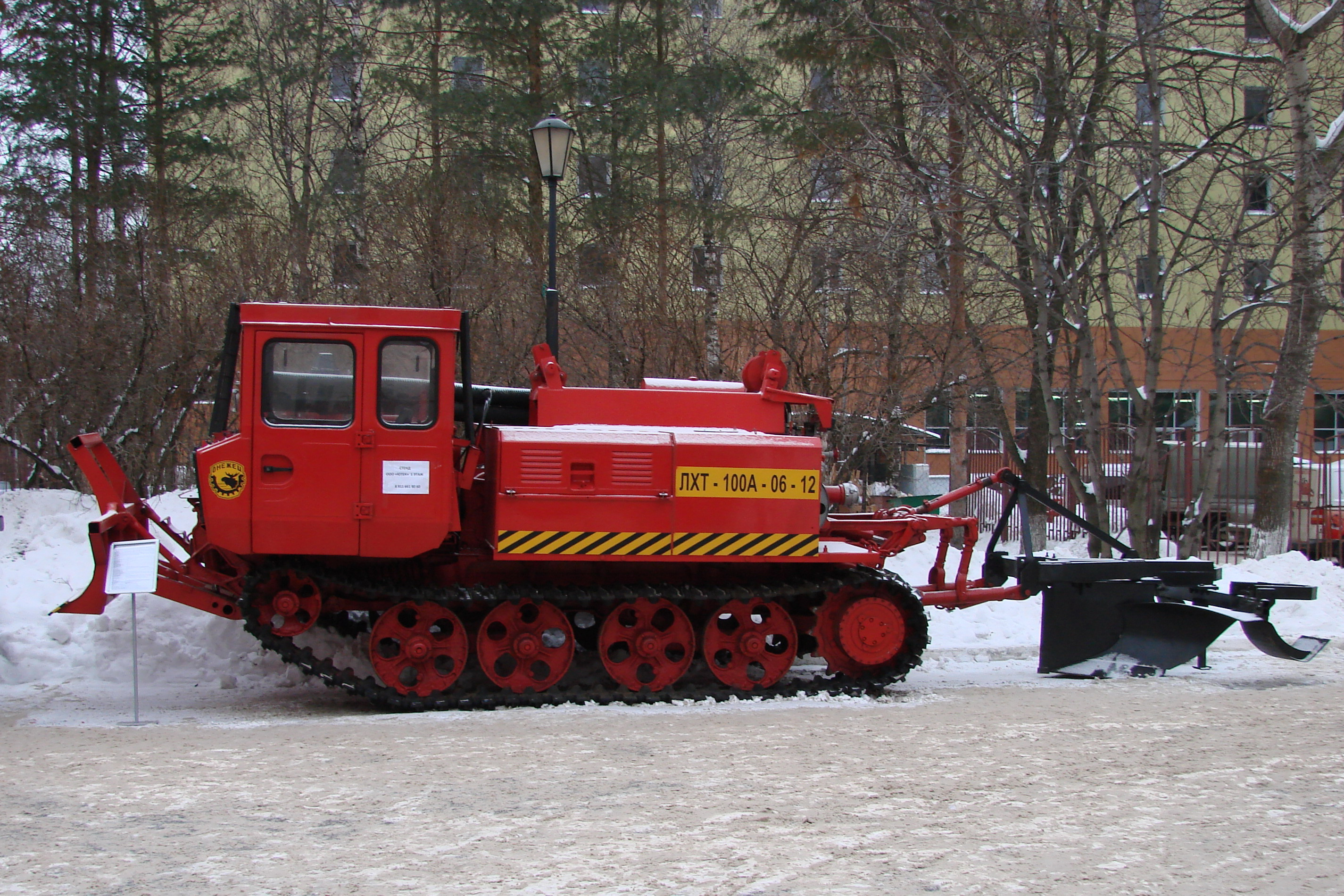
Tractor rusesc „LHT-100А-06-12”
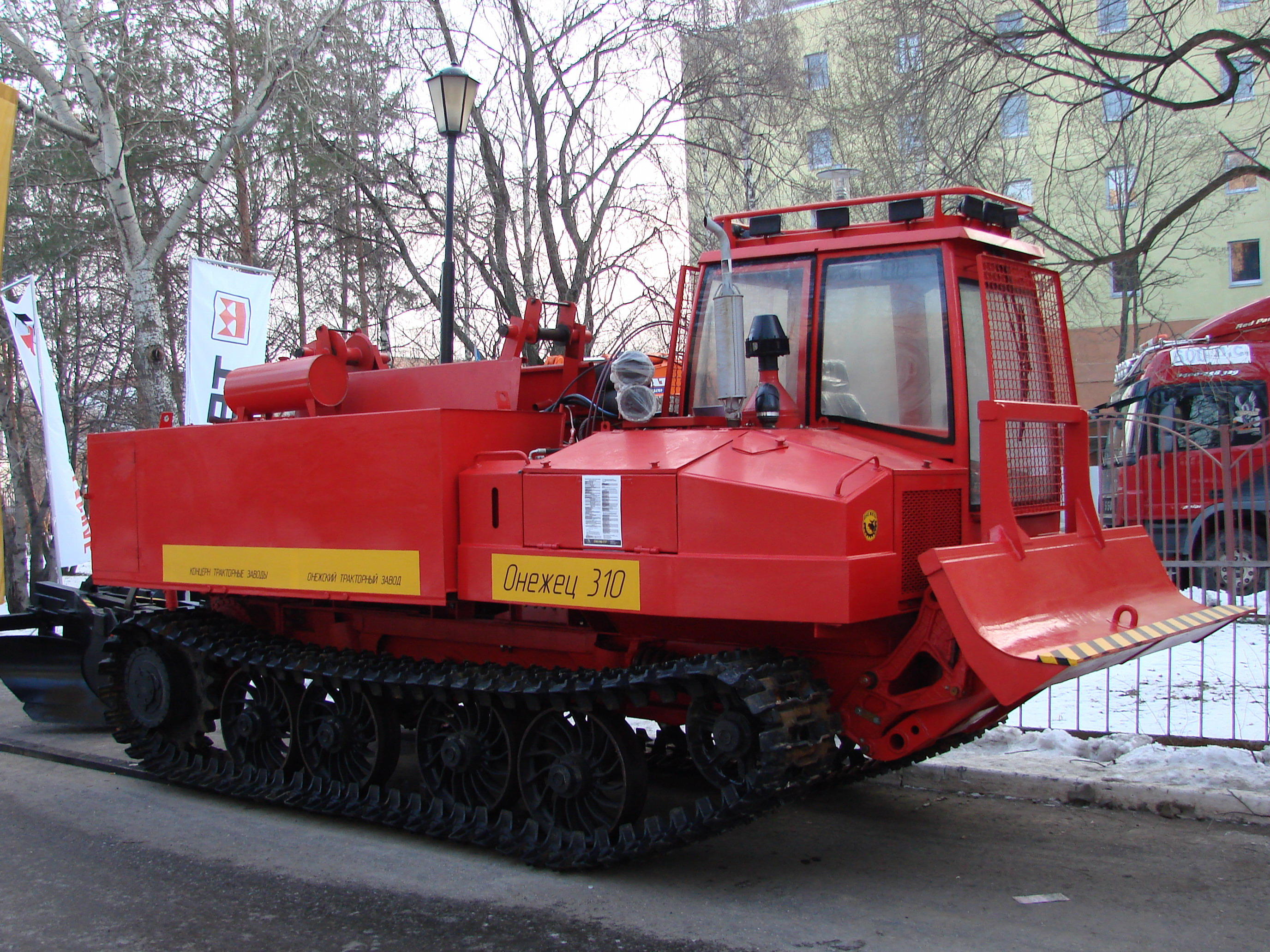
Tractor rusesc „Onejeț 310”